# Phủ Điền
Phủ Điền hay là Bồ Điền (tiếng Trung: 莆田市 bính âm: Pútián Shì, Hán-Việt: Bồ Điền thị) là một địa cấp thị của tỉnh Phúc Kiến, Trung Quốc.

## Hành chính
Bồ Điền quản lí trực tiếp 5 đơn vị hành chính cấp huyện bao gồm 4 quận và 1 huyện.
- Quận: Thành Sương (城厢区), Hàm Giang (涵江区), Lệ Thành (荔城区), Tú Tự (秀屿区)
- Huyện: Tiên Du (仙遊縣)

## Phong cảnh

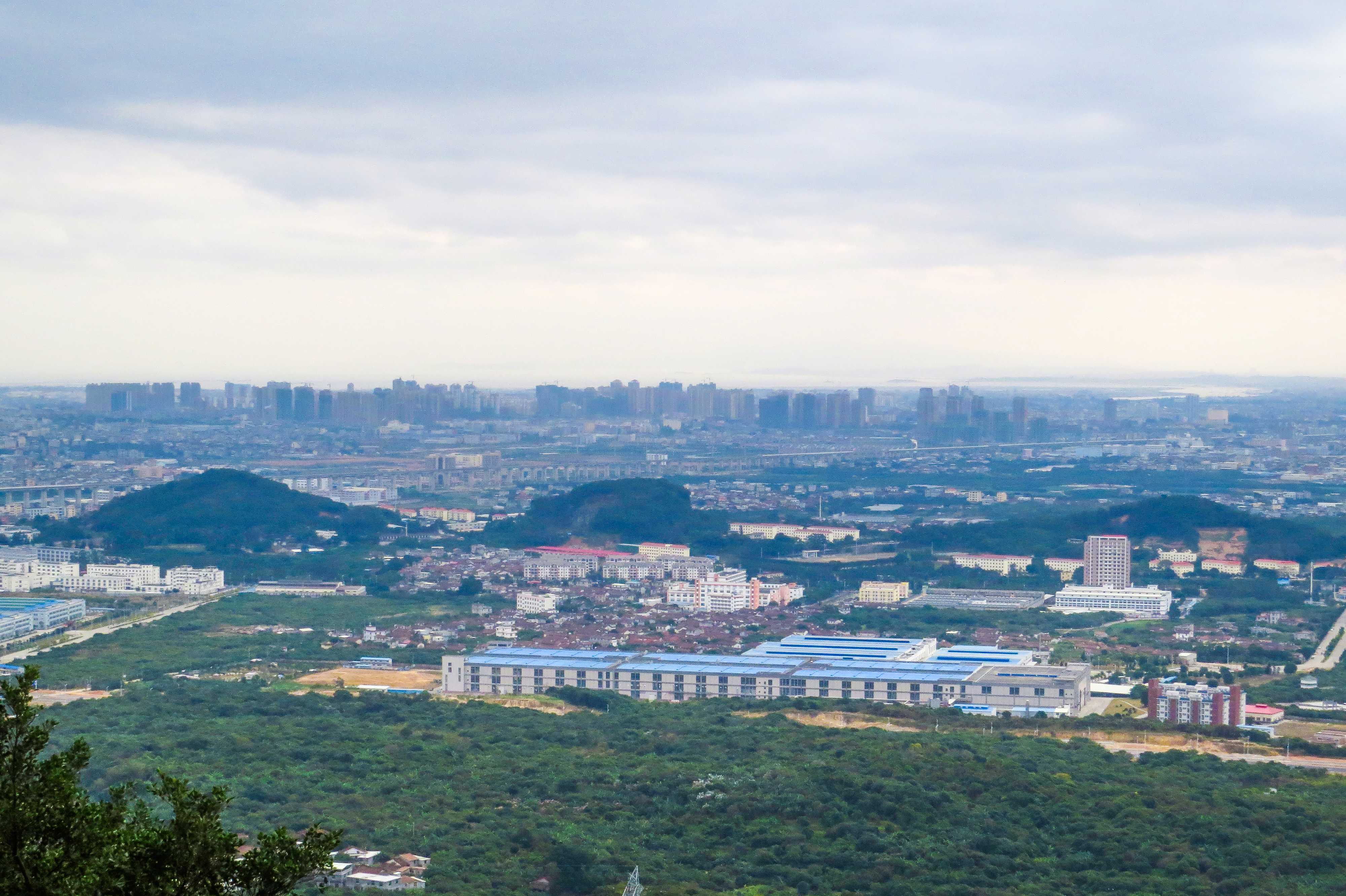
Bồ Điền